# مسجد جامع کاشمر
مسجد جامع کاشمر در سال ۱۷۹۱ میلادی / ۱۲۰۵ قمری به هنگام پادشاهی شاهرخ‌شاه افشار و به هنگام امارت عبدالعلی‌خان میش‌مست بر ترشیز ساخته شد و امروزه از آثار تاریخی کاشمر و مهم‌ترین مسجد شهرستان و محل برگزاری نماز جمعه (مصلی) است. این مسجد در تاریخ ۲۵ اسفند ۱۳۸۰ به شماره ۵۱۵۲ توسط سازمان میراث فرهنگی ایران در فهرست آثار ملی ایران به ثبت رسیده است.
 مسجد جامع کاشمر تا پیش از ساخت و سازهای دههٔ ۸۰ و ۹۰ سدهٔ کنونی، مهم‌ترین ساختمان بافت قدیمی شهر کاشمر به‌شمار می‌رفت. معماری این مسجد نسبتاً ساده و بی پیرایه است؛ یک صحن با ۱۲ اتاق و یک ایوان با ۱۰ متر پهنا و ۱۵ متر بلندا دارد. محراب مسجد در مرکز ایوان جای دارد که هنر کاشی کاری اصفهانی و مقرنس و چند کتیبهٔ قرآنی در آن به دست دو هنرمند ناشناس به نام‌های «محمد اصفهانی» و «اسماعیل اذانی» به کار رفته است، و سال ساخت این‌ها را ۱۷۹۹ میلادی/ ۱۲۱۳ قمری نشان می‌دهد. این مسجد حوض یا آبنما ندارد؛ امّا یک حوض زیرزمینی در زیر آن وجود دارد؛ در این مسجد ۳ نوبت (صبح، ظهر، مغرب) نماز جماعت بر پا می‌شود که شمار نماز گزاران در نماز جماعت مغرب و عشا به اوج می‌رسد. به جز نماز، مراسم‌های بسیار دیگری در روزهای گوناگون در این مسجد برگزار می‌شود؛ از جمله مراسم تحویل سال، شب قدر و مراسم‌های ویژه شیعیان.
بازسازی‌ها و اصلاحاتی در سنگفرش‌ها، دفع رطوبت و نمای سنتی این مسجد انجام شده است، که آخرین نوبت آن در ۹ مرداد ۱۳۹۱ بوده است.

## امامان و سخنرانان
- ضیاءالدین برهانی، امام نمازهای جماعت روزانه
- سیدکاظم طباطبائی، امام جمعه
- محسن رضایی در تاریخ ۲۷ اسفند ۱۳۹۱[۵]

## نگارخانه

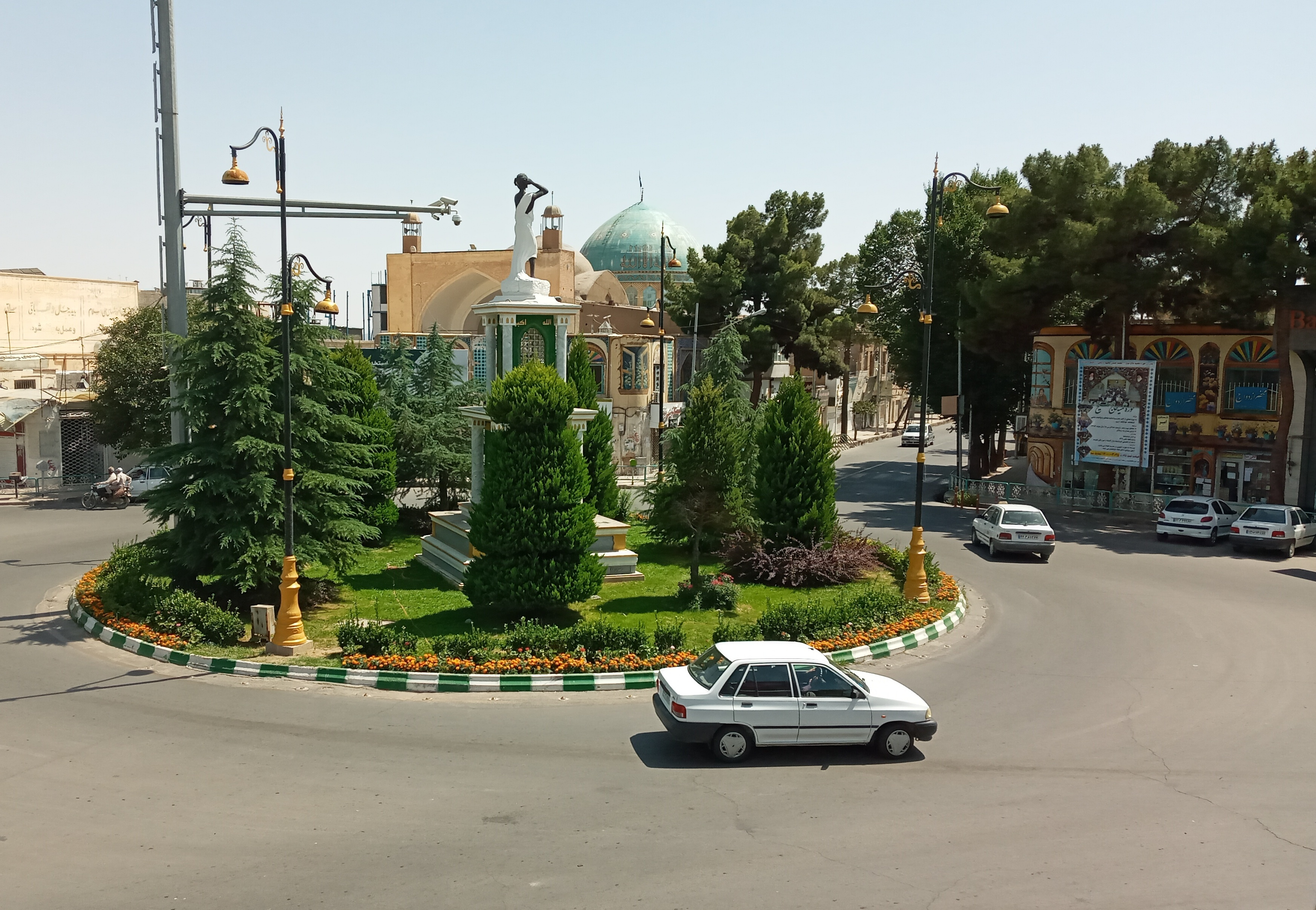
دورنمای مسجد جامع (میدان انقلاب)
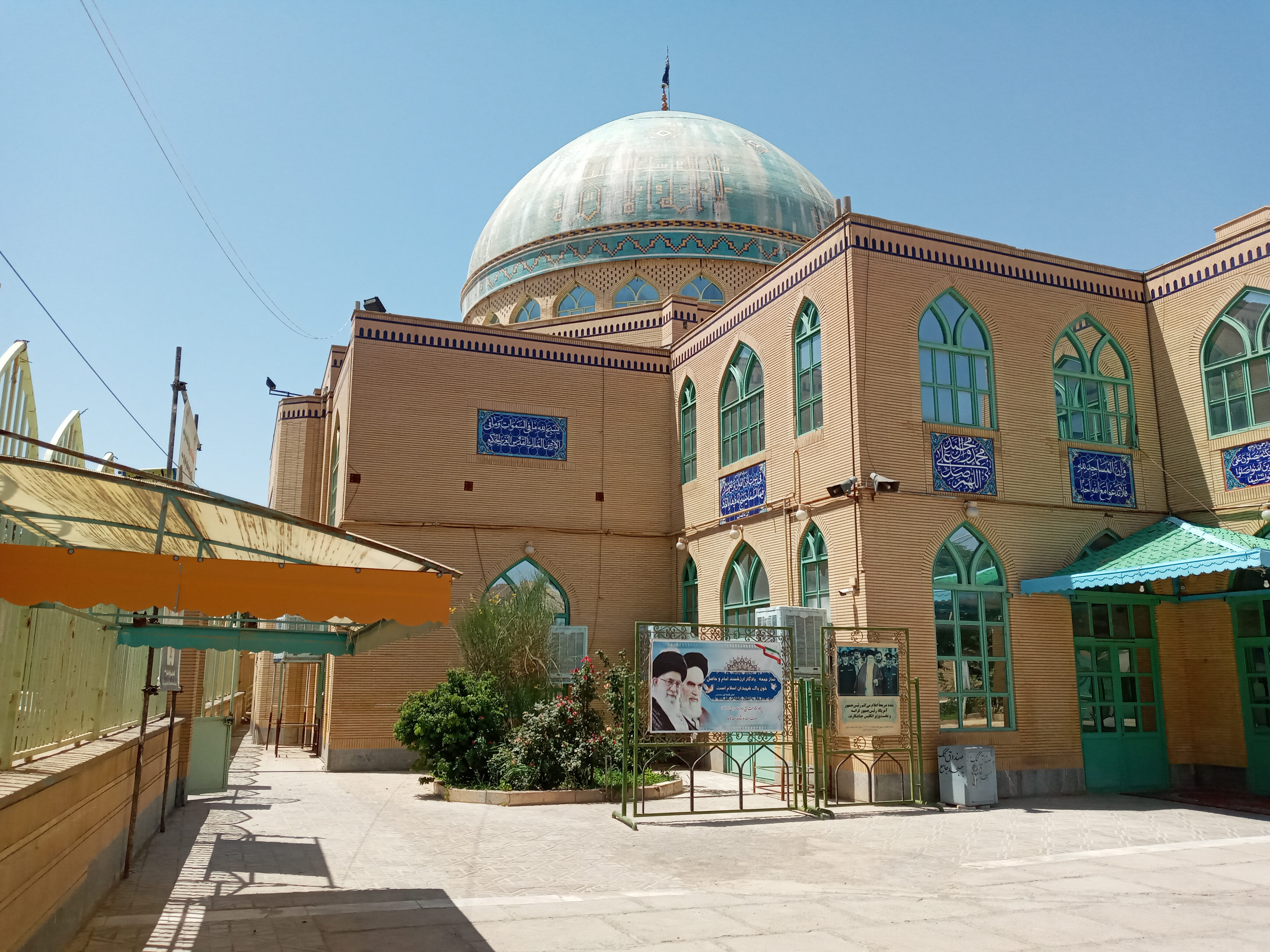
مصلی مسجد جامع
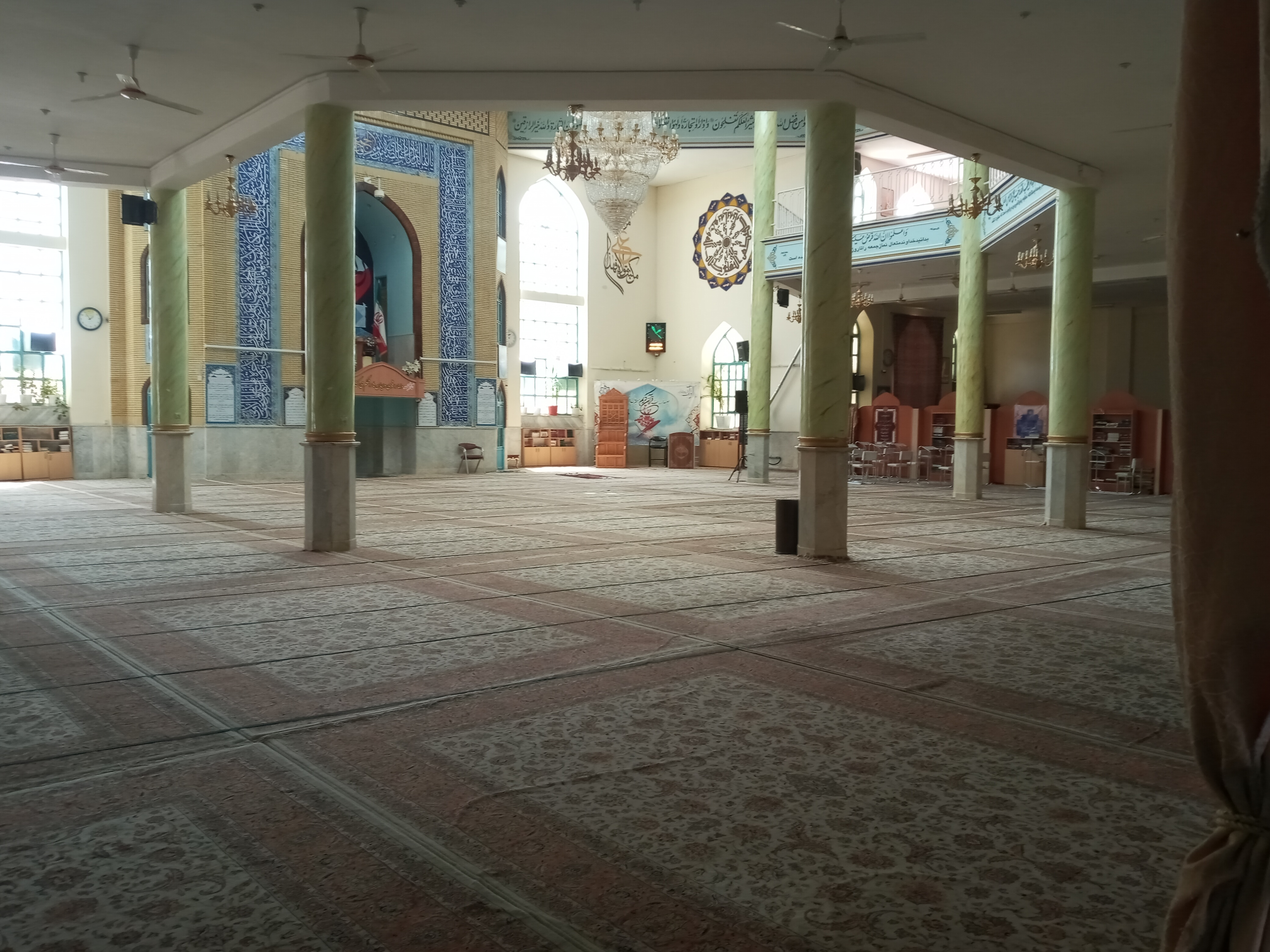
داخل مصلی مسجد جامع
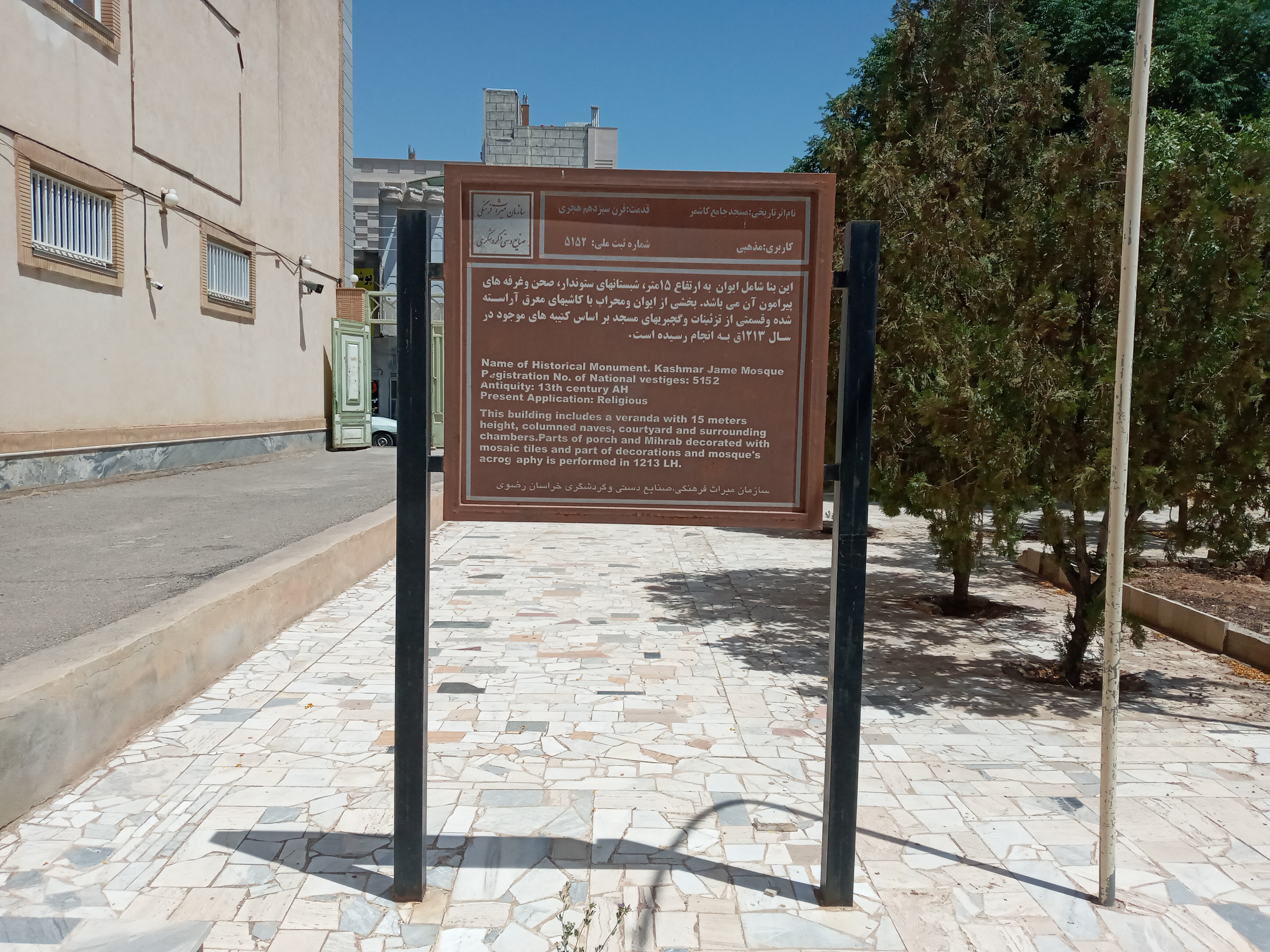
تابلو اطلاعات ثبتی مسجد جامع
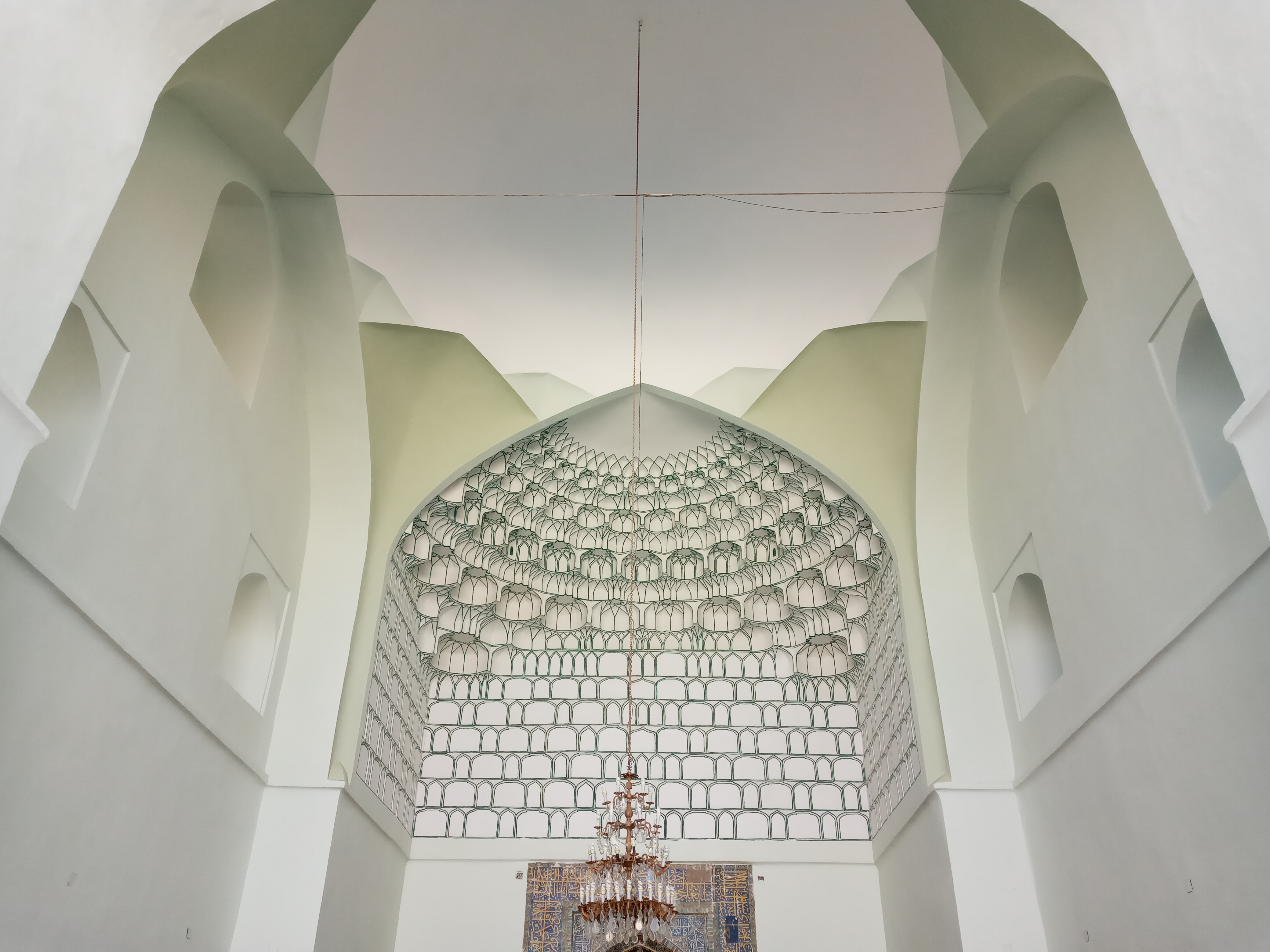
تزئینات مسجد جامع
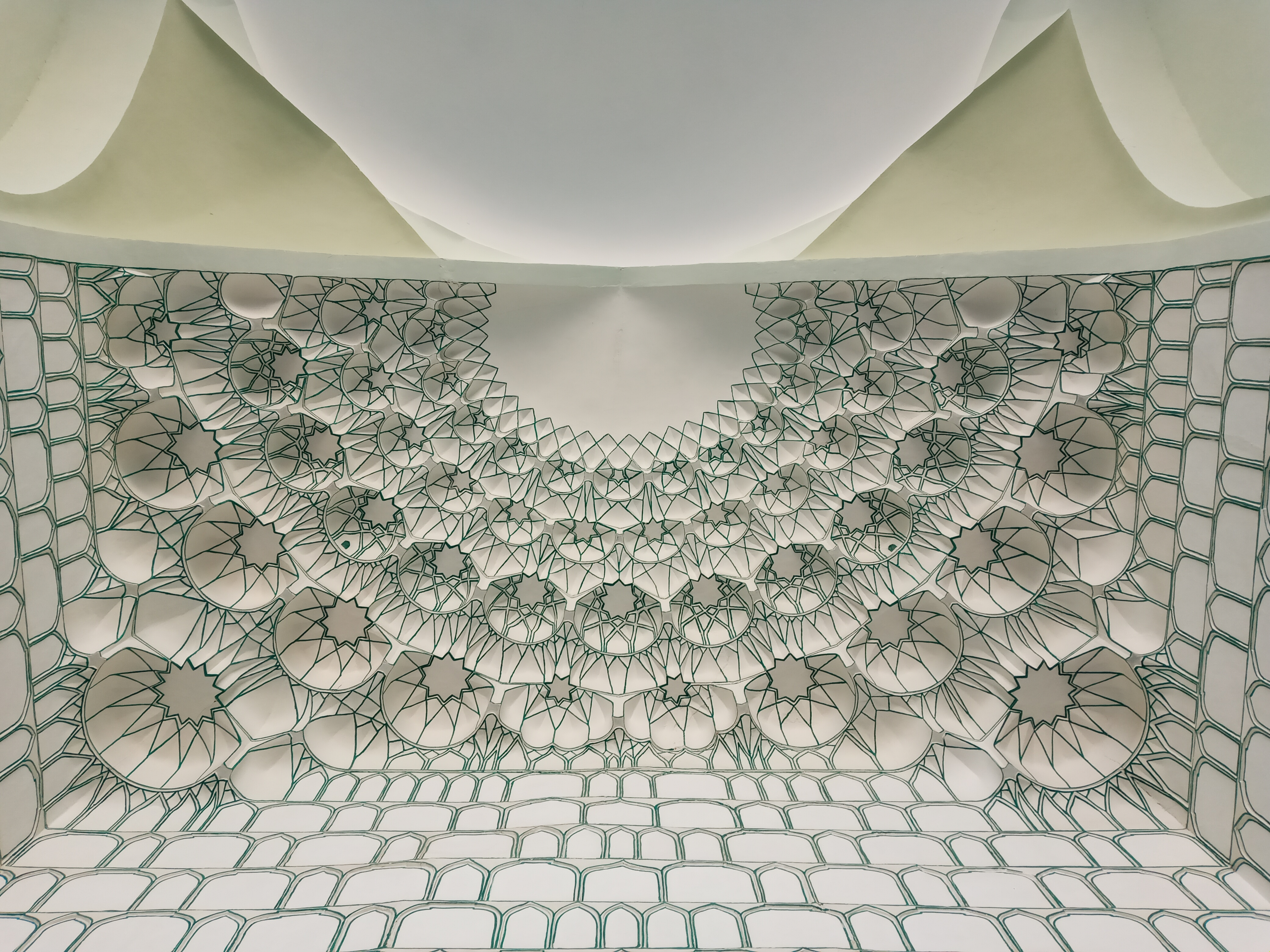
تزئینات مسجد جامع
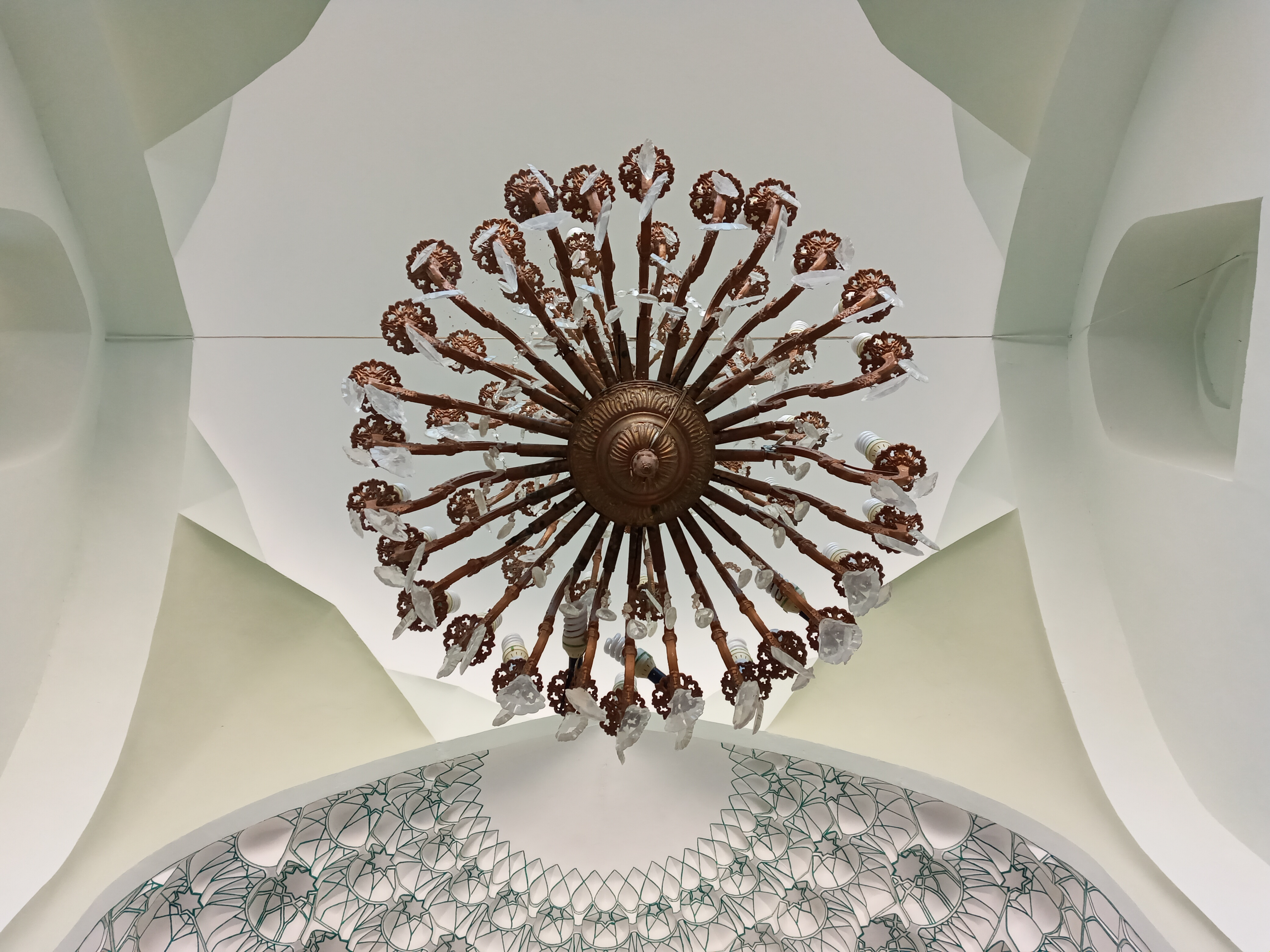
تزئینات مسجد جامع
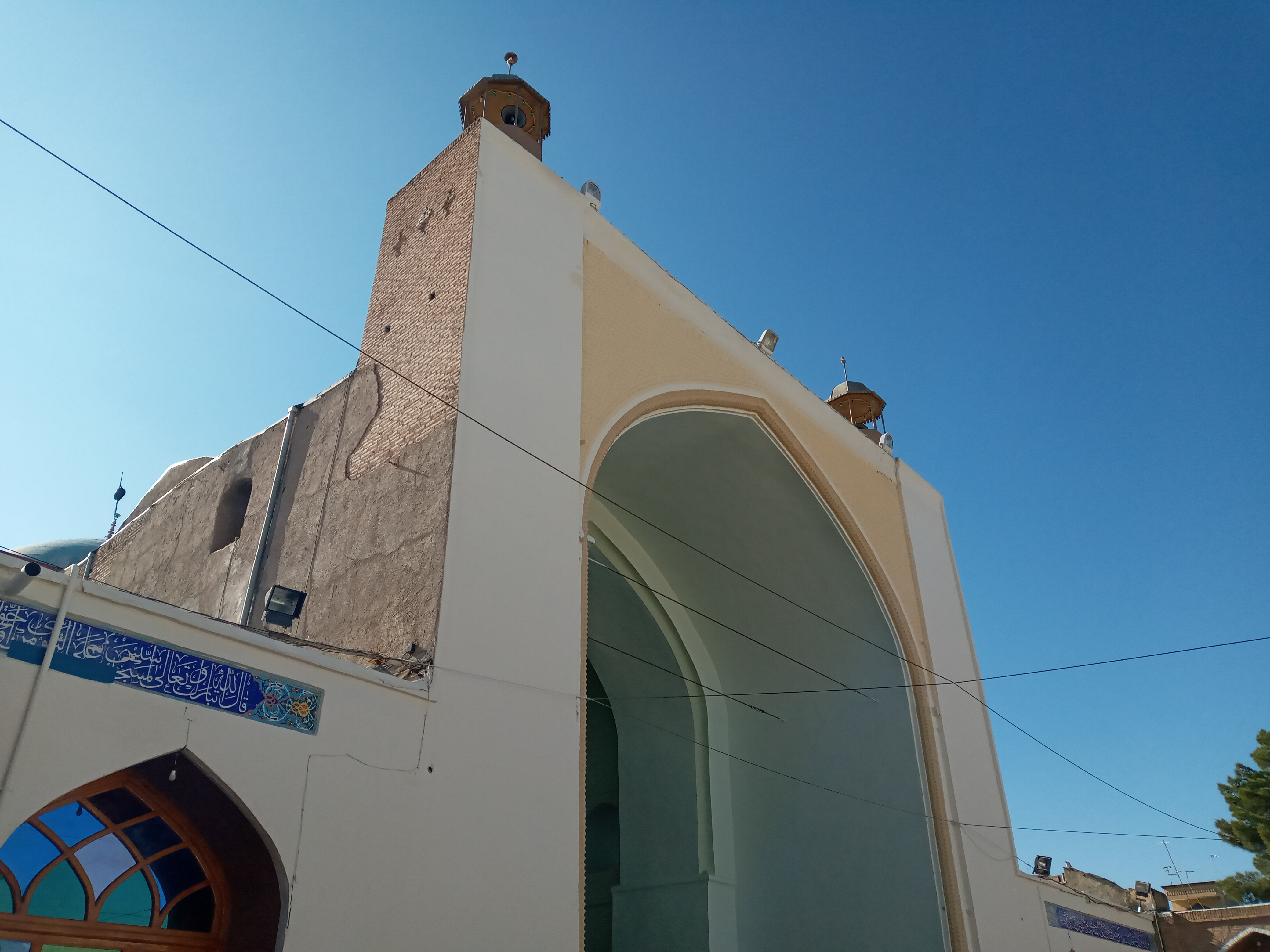
تزئینات مسجد جامع